# 卵萝卜螺
卵萝卜螺（学名：Radix balthica），俗名椎实螺、痕螺，是一類會呼吸空氣的淡水螺，屬於椎实螺科萝卜螺属的水生肺螺類腹足纲软体动物物种，常見於各地的池塘。

## 分佈
分布于北亚西伯利亞西部以東、全欧洲、北美、北非、小亞細亞、阿富汗以及中国大陆的黑龙江、吉林、辽宁、河北、新疆、浙江等地。
多生活于静水的稻田、池塘、湖泊沿岸、缓流的小溪、沟渠、沼泽以及咸水。本物種對棲息地水體的ph值、鹽度及溫度的變化均有很高的忍耐度。

## 外部連結
- 維基物種上的相關：卵萝卜螺
- Radix balthica （页面存档备份，存于） at Animalbase（英语：Animalbase） taxonomy,short description, distribution, biology,status (threats), images
- Pfenninger M., Salinger M., Haun T. & Feldmeyer B. (2011). "Factors and processes shaping the population structure and distribution of genetic variation across the species range of the freshwater snail Radix balthica (Pulmonata, Basommatophora)". BMC Evolutionary Biology 11: 135. doi:10.1186/1471-2148-11-135.